# Klasifikacija virusov
Klasifikacija virusov je postopek poimenovanja virusov in njihovega umeščanja v taksonomski sistem, ki je podoben tistim, ki se uporabljajo za razvrščanje celičnih organizmov.
Virusi se razvrščajo glede na njihove značilnosti, kot so fenotip, morfologija, vrsta nukleinske kisline, način razmnoževanja, gostiteljski organizmi in bolezni, ki jih povzročajo. Za uradno taksonomsko klasifikacijo virusov skrbi Mednarodni odbor za taksonomijo virusov (ICTV), čeprav se lahko uporablja tudi Baltimorov klasifikacijski sistem, ki viruse deli v sedem skupin glede na način sinteze mRNA. ICTV določa posebna pravila za poimenovanje virusov in dodatna navodila za njihovo razvrščanje.
Od leta 2022 je v taksonomiji ICTV navedenih 11.273 poimenovanih vrst virusov (vključno z  satelitskimi virusi in  viroidi). Te vrste so razvrščene v 2.818 rodov, 264 družinah, 72 redih, 40 razredih, 17 vrstah, 9 kraljestvih in 6 realmih. Vendar pa je število poimenovanih virusov precej večje od uradno priznanih vrst, saj se v virologiji izraz "vrsta" nanaša na skupino sorodnih virusov, ki si delijo določene skupne lastnosti, kar se razlikuje od sistema razvrščanja pri drugih organizmih. Tudi uporaba izraza "kraljestvo" v virologiji ni enaka njegovi uporabi v drugih bioloških skupinah, kjer odraža skupine na visoki ravni in predstavljajo popolnoma ločene skupine organizmov (glej Kraljestvo (biologija))

## Definicije

### Definicija virusa
Trenutno sprejeto in uradno definicijo 'virusa' je izvršni odbor ICTV sprejel novembra 2020 in ratificiral marca 2021 in je naslednja:
Virusi sensu stricto so po definicijii ICTV vrsta MGE, ki kodira vsaj en protein, ki je glavna sestavina viriona, ki obdaja nukleinsko kislino ustreznega MGE. Sem spada tudi gen, ki kodira glavni virionski protein, ali MGE-ji, za katere je jasno dokazano, da so člani evolucijske linije takšnih entitet, ki so kodirali takšne glavne virionske proteine. Vsaka monofiletska skupina MGE-jev, ki ima skupnega prednika, ki je kodiral virionski protein, bi se moral razvrstiti kot skupina virusov.

### Definicija vrste
Vrste so osnova vsakega biološkega sistema klasifikacije. Pred letom 1982 je veljalo, da virusov ni mogoče vključiti v koncept vrste Ernsta Mayrja, ker ne ustrezajo definiciji vrste, ki temelji na razmnoževanju. Leta 1982 je ICTV določila vrsto kot "skupino sevov" z edinstvenimi prepoznavnimi lastnostmi. Leta 1991 so to definicijo natančneje opredelili in določili, da je virusna vrsta politetični razred virusov, ki se razmnožujejo znotraj iste evolucijske linije in živijo v določenem ekološkem okolju.
Od leta 2021 (zadnja izdaja ICVCN) ICTV definira virusno vrsto tako: "Vrsta je najnižji taksonomski rang v hierarhiji, ki jo potrdi ICTV. Vrsta je monofiletska skupina MGE-jev (mobilnih genetskih elementov), ki se po svojih značilnostih razlikuje od drugih vrst na podlagi več različnih meril.". V pojasnilu je navedeno:  "Merila za razlikovanje vrst znotraj istega rodu, določi ustrezna študijska skupina. Ta merila lahko vključujejo katere vrste organizmov virus lahko okuži (naravni in eksperimentalni gostiteljski spekter, katere celice ali tkiva napada (celična in tkivna tropičnost), kako nevaren je (patogenost), ali potrebuje posebne prenašalce (specifičnost vektorjev), kako se imunski sistem nanj odziva (antigenost) in koliko so si njihovi geni ali genomi podobni (genetska sorodnost). Uporabljena merila morajo biti objavljena objavljena v poročilu ICTV in jih mora ustrezna študijska skupina redno pregledovati."

### Rangi pod vrsto (poimenovani virusi/virusni sevi/izolati)
Obstaja veliko virusov, ki imajo svoje ime in jih pogosto imenujemo "virusni sevi", ti pa so razvrščeni pod taksonomskim rangom virusne vrste. ICVCN navaja primere virusa mozaika črnega očesa (blackeye cowpea mosaic virus) in virusa črtavosti kikirikija (peanut stripe virus), ki sta oba uvrščena v vrsto virus navadnega mozaika fižola (Bean common mosaic virus), slednji je član rodu Potyvirus, ki bo v prihodnosti prejel dvočlensko znanstveno ime Potyvirus [vrsta...]. Drugi primer sta virus SARS-CoV-1, ki povzroča hud akutni respiratorni sindrom (SARS) in virus SARS-CoV-2, povzročitelj pandemije COVID-19. Čeprav sta ta dva virusa različna, spadata v isto virusno vrsto, ki pripada rodu Betacoronavirus. Trenutno je ta vrsta znana kot hud akutni respiratorni sindrom povezan s koronavirusom, vendar bo po odločitvi ICTV iz leta 2021 tudi ta vrsta v prihodnosti dobila uradno dvočlensko ime. V skladu z ICVCN (poglavje 3.4), ICTV ne ureja imen [in definicij] taksonov pod rangom vrste; "Poimenovanje takšnih entitet ni odgovornost ICTV, temveč mednarodnih specializiranih skupin. Odgovornost študijskih skupin ICTV je, da preučijo, kako bi te entitete najbolje razvrstili v vrste."  Na primer, virus, ki je povzročil pandemijo COVID-19, je leta 2020 poimenovala Coronaviridae Study Group (CSG) pri Mednarodnem odboru za taksonomijo virusov (ICTV) kot "SARS-CoV-2". V isti publikaciji je ta študijska skupina predlagala tudi pravila za poimenovanje posameznih izolatov tega virusa, ki "sledijo podobnemu formatu kot pri izolatih ptičjih koronavirusov, filovirusov in virusa influence" v obliki virus/gostitelj/lokacija/izolat/leto, z navedenim primerom kot "SARS-CoV-2/human/Wuhan/X1/2019".

### Slovensko poimenovanje virusov
V uradnem mednarodnem virusnem izrazoslovju so uradna imena virusov večinoma v angleškem jeziku. Virusi imajo lahko svoja domača imena. Ime je sestavljeno iz črke, npr. virus B, črk in števk, npr. virus H5N1, kratice, npr. virus HIV, lastnega imena, npr. virus Dobrava, virus Lassa, virus Ebola, virus Marbourg, virus Zahodnega Nila. V zadnjih primerih gre za imenovalne prilastke ob vrstnem imenu, ki jih pišemo z veliko začetnico. Nekatera lastna imena sčasoma lahko postanejo del jezika; pišemo jih z malo začetnico, npr. virus ebole, virus denge.

#### Slovensko poimenovanje rastlinskih virusov
Slovensko poimenovanje rastlinskih virusov sledi načelu, da se za različne angleške izraze uporabijo različni slovenski izrazi, kar omogoča dosledno izrazoslovje tudi za nove viruse. Pri tem se izhaja iz uradnega imena virusa, pri čemer se upoštevajo že obstoječa slovenska imena iz literature. 
V slovenskih besedilih je dovoljena uporaba kratice za ime virusa, pri čemer mora biti kratica pri prvi uporabi v besedilu razložena tako, da se zapiše slovensko ime virusa, v oklepaju pa mednarodno ime virusa, iz katerega kratica izvira, v poševni pisavi, vejico in kratico. Primer: virus pahljačavosti listov vinske trte (Grapevine fanleaf virus, GFLV).
Splošna pravila za poimenovanje virusov vključujejo naslednje:
- Virus: Na prvo mesto se postavi beseda "virus".
- Bolezenska znamenja: Sledi opis bolezenskih znamenj, ki jih virus povzroča na gostiteljski rastlini (npr. mozaik, lisavost).
- Gostiteljska rastlina: Nato se navede ime gostiteljske rastline, na kateri je bil virus prvič najden in opisan. Ime rastline se uporablja v ednini, razen pri imenih, ki označujejo skupino (npr. citrusi, žita).
- Lastnosti virusa: Lastnosti virusov (npr. latentni, prikriti, kroglasti, nitasti) se postavijo pred besedo "virus".
- Črkovne ali številčne oznake: Če je virus poimenovan s črkami ali številkami (npr. A, X, Y, 1, 2, 3), se te oznake navedejo za besedo "virus".
- Brezpomenske oznake: Brezpomenske oznake (npr. hoja blanca, mirafiori, La Paz) se uporabljajo po enakem pravilu kot črkovne in številčne oznake, torej za besedo "virus".
- Zemljepisna lokacija: Ime zemljepisne lokacije se v slovenskem imenu virusa navede pred besedo "virus", pri čemer se upošteva slovenski pravopis.
- Vrstilni števnik: Če ima več virusov enako slovensko ime, se od drugega virusa dalje pred ime doda vrstilni števnik (npr. virus mozaika koruze in drugi virus mozaika koruze).

Primeri poimenovanja rastlinskih virusov, ki ponazarjajo različna pravila:
- Virus rumenega mozaika fižola  (Bean yellow mosaic virus, BYMV) – virus, poimenovan po bolezenskih znamenjih (rumeni mozaik) in gostiteljski rastlini (fižol).
- Prikriti virus ljuljke (Ryegrass cryptic virus, RGCV) – virus, poimenovan po lastnosti (prikrit) in gostiteljski rastlini (ljuljka).
- Virus A česna (Garlic virus A, GarV-A) – virus, poimenovan s črkovno oznako (A) in gostiteljsko rastlino (česen).
- Pakistanski virus kodravosti listov paprike (Pepper leaf curl Pakistan virus, PepLCPKV) – virus, poimenovan po zemljepisni lokaciji (Pakistan) in bolezenskih znamenjih (kodravost listov) ter gostiteljski rastlini (paprika).
- Reovirus iz rjavega riževega škržatka (Nilaparvata lugens reovirus, NLRV) - virus rastline poimenovan po živali.

## Klasifikacija ICTV
Mednarodni odbor za taksonomijo virusov je v začetku 70. let 20. stoletja začel razvijati in uvajati pravila za poimenovanje in razvrščanje virusov, s čimer nadaljuje še danes. ICTV je edina organizacija, ki jo je Mednarodna zveza mikrobioloških društev pooblastila za razvoj, izboljševanje in vzdrževanje univerzalne taksonomije virusov po metodah, določenih v Mednarodnem kodeksu klasifikacije in nomenklature virusov (International Code of Virus Classification and Nomenclature). Sistem ima veliko skupnih značilnosti s sistemom klasifikacije celičnih organizmov, kot je struktura taksonov. Vendar pa obstajajo nekatere razlike, kot je, da se vsa taksonomska imena virusov  pišejo v ležeči pisavi, za razliko od Mednarodnega kodeksa nomenklature za alge, glive in rastline in Mednarodnega kodeksa zoološke nomenklature.
Klasifikacija virusov se začne na ravni realm in se nadaljuje na naslednji način, s taksonomskimi priponami v oklepajih:
Kraljestvo (-viria)
Podkraljestvo (-vira )
Kraljestvo (-virae)
Podkraljestvo (-virites)
Deblo (-viricota)
Poddeblo (-viricotina)
Razred (-viricetes)
Podrazred (-viricetidae)
Red (-virales)
Podred (-virineae)
Družina (-viridae)
Poddružina ( -virinae )
Rod (-virus)
Podrod (-virus)
Vrsta
Vzporedno s sistemom dvočlenskega poimenovanja, ki je bila sprejet v celičnih vrstah, je ICTV leta 2021 uvedel pravilo, da se nove vrste virusov poimenujejo v dvočlenski obliki (rod vrsta, npr. Betacoronavirus pandemicum). Poleg tega je bilo določeno, da se bodo tudi obstoječa imena virusnih vrst postopoma nadomestila z dvočlenskimi imeni. V poročilu o stanju tega prehoda sredi leta 2023 je bilo zapisano: »...veliko število predlogov [v zvezi z nomenklaturo virusov, predloženih izvršnemu odboru ICTV (EC) v obravnavo] je preimenovalo obstoječe vrste zaradi skladnosti z nedavno odobrenimi dvočlenskimi imeni. Posledično ima 8.982 od skupno 11.273 vrst (80%) dvočlenska imena, preostalih 2.291 vrst pa bo preimenovanih do konca leta 2023."
Od leta 2021 se v taksonomiji virusov uporabljajo vsi rangi taksonov razen subrealm, podkraljestva in podrazreda. Trenutno priznani taksoni vključujejo: 6 realmov, 1 razred incertae sedis, 22 družin incertae sedis in 2 roda incertae sedis :
Realmi:
- Adnaviria
- Duplodnavirija
- Monodnaviria
- Riboviria
- Ribozivirija
- Varidnavirija

Razredi Incertae sedis:
- Naldaviricetes

Družine Incertae sedis:
- Alphasatellitidae
- Ampullaviridae
- Anelloviridae
- Avsunviroidae
- Bartogtaviriformidae
- Bicaudaviridae
- Brachygtaviriformidae
- Clavaviridae
- Fuselloviridae
- Globuloviridae
- Guttaviridae
- Halspiviridae
- Itzamnaviridae
- Ovaliviridae
- Plasmaviridae
- Polydnaviriformidae
- Portogloboviridae
- Pospiviroidae
- Rhodogtaviriformidae
- Spiraviridae
- Thaspiviridae
- Tolecusatellitidae

Rodovi Incertae sedis:
- Dinodnavirus
- Rhizidiovirus

### Klasifikacija virusov na podlagi strukture
Predlagano je bilo, da podobnosti v sestavi in zgradbi virionov,  ki jih opazimo pri določenih virusnih skupinah, ki okužijo gostitelje iz različnih domen življenja (npr. bakterijski tektivirusi in evkariontski adenovirusi ali prokariontski Caudovirales in evkariontski herpesvirusi), odražajo evolucijsko sorodnost med temi virusi. Zato je bilo predlagano, da bi se pri razvrščanju virusov poleg genetskih in drugih lastnosti upoštevale tudi strukturne značilnosti za določanje višjih taksonomskih rangov – t.i. strukturno osnovane virusne linije (structure-based viral lineages). – ki bi lahko dopolnile klasifikacijsko shemo ICTV iz leta 2010.
ICTV je postopoma dodajal višje taksonomske range na podlagi sorodnosti v zgradbi virusnih beljakovin. V letu 2019 je ICTV določil štiri realme glede na prisotnost specifičnega proteina z značilno zgradbo.

## Baltimorova klasifikacija
Baltimorova klasifikacija (prvič definirana leta 1971) je klasifikacijski sistem razvrščanja, ki viruse deli v eno od sedmih skupin glede na kombinacijo njihove nukleinske kisline (DNK ali RNK), verižnosti (enoverižna ali dvoverižna), smer zapisa (pozitivna ali negativna) in metode replikacije. Sistem je poimenovan po Davidu Baltimoru, biologu nobelovemu nagrajencu; pri čemer so skupine označene z rimskimi številkami. Drugi načini razvrščanja temeljijo na bolezni, ki jo virus povzroča, ali na njegovi morfologiji, a niso zanesljivi, saj lahko različni virusi povzročajo isto bolezen ali so si videti zelo podobno. Poleg tega je virusne strukture pogosto težko določiti pod mikroskopom. Razvrščanje virusov glede na njihov genom pomeni, da se virusi v isti kategoriji obnašajo podobno. 
Viruse lahko uvrstimo v eno od naslednjih sedmih skupin:
- I: dsDNA virusi (e.g. Adenovirusi, Herpesvirusi, Poksvirusi)
- II: ssDNA virusi (+ veriga ali "smer") DNA (e.g. Parvovirusi)
- III: dsRNA virusi (e.g. Reovirusi)
- IV:(+)ssRNA virusi (+ veriga ali smer) RNA (e.g. Koronavirusi, Pikornavirusi, Togavirusi)
- V: (−)ssRNA virusi (− veriga ali protismer) RNA (e.g. Ortomiksovirusi, Rabdovirusi)
- VI: ssRNA-RT virusi (+ veriga ali smer) RNA z DNA vmesno fazo v življenjskem ciklu (e.g. Retrovirusi)
- VII: dsDNA-RT virusi DNA z RNA vmesno fazo v življenjskem ciklu (e.g. Hepadnavirusi)

### DNK virusi
Virusi z genomom DNK, z izjemo tistih, ki uporabljajo  reverzno transkripcijo, so razvrščeni v tri od štirih priznanih virusnih realmov: Duplodnaviria, Monodnaviria in Varidnaviria. Poleg tega se za razvrščanje DNK virusov uporablja tudi red Ligamenvirales s statusom incertae sedis ter številne druge družine in rodovi s tem statusom. Domeni Duplodnaviria in Varidnaviria vključujeta dvoverižne DNK viruse; drugi dvoverižni DNK virusi so razvrščeni kot incertae sedis. Domena Monodnaviria zajema enoverižne DNK viruse, ki običajno kodirajo encim HUH endonukleaze; drugi enoverižni DNK virusi sodijo med incertae sedis.
- Skupina I: virusi imajo dvoverižno DNK. Tu najdemo viruse, ki povzročajo norice in herpes.
- Skupina II: virusi imajo enoverižno DNK.

| Virusna družina    | Zgledi (domača imena)                                                                        | Virion goli/ovit | Simetrija kapside | Tip nukleinske kisline | Skupina |
| ------------------ | -------------------------------------------------------------------------------------------- | ---------------- | ----------------- | ---------------------- | ------- |
| 1. Adenoviridae    | Virus pasjega hepatitisa, nekatere vrste navadnega prehlada                                  | Goli             | Ikozaedrična      | ds                     | I       |
| 2. Papovaviridae   | Virus JC, HPV                                                                                | Goli             | Ikozaedrična      | ds krožni              | I       |
| 3. Parvoviridae    | Človeški parvovirus B19, pasji parvovirus                                                    | Goli             | Ikozaedrična      | ss                     | II      |
| 4. Herpesviridae   | Virus herpesa simpleksa, virus noric (varicella-zoster), citomegalovirus, Virus Epstein-Barr | Ovit             | Ikozaedrična      | ds                     | I       |
| 5. Poxviridae      | Virus črnih koz, kravjih koz, virus miksoma, opičjih koz, virus vaccinia                     | Kompleksni       | Kompleksna        | ds                     | I       |
| 6. Anelloviridae   | Torque teno virus                                                                            | Goli             | Ikozaedrična      | ss krožni              | II      |
| 7. Pleolipoviridae | HHPV1, HRPV1                                                                                 | Ovit             |                   | ss/ds linearni/krožni  | I/II    |

### RNK virusi
Vsi virusi, ki imajo genom RNK in kodirajo od RNK odvisne RNK-polimerazo (RdRp), so člani kraljestva Orthornavirae v realmu Riboviria.
- Skupina III: virusi imajo dvojnoverižne genome RNK, npr. rotavirus.
- Skupina IV: virusi imajo enoverižne genome RNK v pozitivni smeri. V tej skupini najdemo veliko dobro znanih virusov, vključno s pikornavirusi (ki so družina virusov, ki vključuje dobro znane viruse, kot so virus hepatitisa A, enterovirus, rinovirus, poliovirus in virus slinavke in parkljevke), virus SARS, virus hepatitisa C, virus rumene mrzlice in virus rdečk.
- Skupina V: virusi imajo negativne enoverižne genome RNK. Virusi ebola in marburg so dobro znani člani te skupine, skupaj z virusom gripe, ošpic, mumpsa in stekline.

| Virusna družina     | Zgledi (domača imena) | Kapsida gola/ovita | Simetrija kapside | Tip nukleinske kisline | Skupina |
| ------------------- | --- | ------------------ | ----------------- | ---------------------- | ------- |
| 1. Reoviridae       | Reovirus, rotavirus | Gola               | Ikozaedrična      | ds                     | III     |
| 2. Picornaviridae   | Enterovirus, rinovirus, hepatovirus, kardiovirus, aftovirus, poliovirus, parechovirus, erbovirus, kobuvirus, teschovirus, coxsackie | Gola               | Ikozaedrična      | ss                     | IV      |
| 3. Caliciviridae    | Norovirus | Gola               | Ikozaedrična      | ss                     | IV      |
| 4. Togaviridae      | Vzhodni konjski encefalitis, Chikungunya | Ovita              | Ikozaedrična      | ss                     | IV      |
| 5. Arenaviridae     | Virus limfocitnega horiomeningitisa, Virus Lassa | Ovita              | Kompleksna        | ss(−)                  | V       |
| 6. Flaviviridae     | Virus denga, virus hepatitisa C, virus rumene mrzlice, Virus Zika | Ovita              | Ikozaedrična      | ss                     | IV      |
| 7. Orthomyxoviridae | Virus influence A, virus influence B, virus influence C, isavirus, togotovirus | Ovita              | Vijačna           | ss(−)                  | V       |
| 8. Paramyxoviridae  | Virus ošpic, virus mumpsa, respiratorni sincicijski virus, virus goveje kuge, virus pasje kuge | Ovita              | Vijačna           | ss(−)                  | V       |
| 9. Bunyaviridae     | Virus kalifornijskega encefalitisa, virus Sin nombre | Ovita              | Vijačna           | ss(−)                  | V       |
| 10. Rhabdoviridae   | Virus stekline, vezikularni stomatitis | Ovita              | Vijačna           | ss(−)                  | V       |
| 11. Filoviridae     | Virus Ebola, Virus Marburg | Ovita              | Vijačna           | ss(−)                  | V       |
| 12. Coronaviridae   | Humani koronavirus 229E, humani koronavirus NL63, humani koronavirus OC43, humani koronavirus HKU1, koronavirus bližnjevzhodnega respiratornega sindroma, koronavirus hudega akutnega respiratornega sindroma in koronavirus hudega akutnega respiratornega sindroma 2 | Ovita              | Vijačna           | ss                     | IV      |
| 13. Astroviridae    | Astrovirus | Gola               | Ikozaedrična      | ss                     | IV      |
| 14. Bornaviridae    | Virus bolezni Borna | Ovita              | Vijačna           | ss(−)                  | V       |
| 15. Arteriviridae   | Arterivirus, virus konjskega arteritisa | Ovita              | Ikozaedrična      | ss                     | IV      |
| 16. Hepeviridae     | Virus hepatitisa E | Gola               | Ikozaedrična      | ss                     | IV      |

### Virusi z reverzno transkripcijo
Vsi virusi, ki kodirajo reverzno transkriptazo (znano tudi kot RT ali RNK-odvisna DNK polimeraza), so člani razreda Revtraviricetes, ki spadajo v deblo Arterviricota, kraljestvo Pararnavirae in realm Riboviria. Razred Blubervirales vsebuje eno samo družino Hepadnaviridae DNA RT virusov (reverzna transkripcija); vsi ostali virusi RT so člani razreda Ortervirales.
- Skupina VI: virusi imajo enoverižne RNK viruse, ki se razmnožujejo preko vmesne DNK. V to skupino spadajo retrovirusi, med katerimi je tudi HIV.
- Skupina VII: virusi imajo dvojnoverižne genome DNK in se razmnožujejo z uporabo reverzne transkriptaze. V tej skupini najdemo virus hepatitisa B.

| Družina virusov   | Zgledi (domače imen)                                     | Kapsida gola/ovita | Simetrija kapside | Tip nukleinske kisline | Skupina |
| ----------------- | -------------------------------------------------------- | ------------------ | ----------------- | ---------------------- | ------- |
| 1. Retroviridae   | HIV                                                      | Zavita             |                   | dimerna RNA            | VI      |
| 2. Caulimoviridae | Caulimovirus, virus nabreklih poganjkov kakavovca (CSSV) | Gola               |                   |                        | VII     |
| 3. Hepadnaviridae | Virus hepatitisa B                                       | Zavita             | Ikozaedričena     | krožna, delno ds       | VII     |

## Zgodovinski sistemi

### Holmsova klasifikacija
Holmes (1948) je uporabil Linnejevo taksonomijo z dvočlenskim poimenovanjem za razvrstitev virusov v 3 skupine v enem redu Virales. Razporeditev je bila naslednja:
- Skupina I: Phaginae (napada bakterije)
- Skupina II: Phytophaginae (napada rastline)
- Skupina III: Zoophaginae (napada živali)

Ta sistem ni bil splošno sprejet, saj je zanemarjal morfološke podobnosti med virusi.

## Podvirusni povzročitelji
Povzročitelji okužb manjši od virusov, imajo le nekatere lastnosti, značilne za viruse. Od leta 2015 ICTV dovoljuje, da se jih razvršča na podoben način kot viruse.

### Viroidi in virusno odvisni povzročitelji

#### Viroidi
Viroidi so najmanjši in najenostavnejši rastlinski patogeni. Viroidi povzročajo bolezni podobne virusom, čeprav so vsaj 10-krat manjši od njih, ne kodirajo niti enega zapisa za protein in nimajo kapside.
- Družina Avsunviroidae[27]
  - Rod Avsunviroid; tipska vrste: Avocado sunblotch viroid
  - Rod Pelamoviroid; tipska vrsta: ''Peach latent mosaic viroid''
  - Rod Elaviroid; tipska vrsta: Eggplant latent viroid
- Družina Pospiviroidae[28]
  - Rod Pospiviroid; tipska vrsta: Potato spindle tuber viroid
  - Rod Hostuviroid; tipska vrsta: Hop stunt viroid
  - Rod Cocadviroid; tipska vrsta: Coconut cadang-cadang viroid
  - rod Apscaviroid; tipska vrsta: Apple scar skin viroid
  - Rod Coleviroid; tipska vrsta: Coleus blumei viroid 1

#### Sateliti
Sateliti za učinkovito razmnoževanje potrebujejo soinfekcijo gostiteljske celice z virusom pomočnikom. Njihove nukleinske kisline imajo bistveno različna nukleotidna zaporedja v primerjavi z nukleinskimi kislinami njihovega virusa pomočnika ali gostitelja. Ko satelitski subvirusni povzročitelj sam proizvaja proteinsko ovojnico, ga imenujemo satelitski virus.
Satelitom podobne nukleinske kisline so podobne satelitskim nukleinskim kislinam, saj za razmnoževanje potrebujejo pomoč virusov pomočnikov. Vendar se razlikujejo v tem, da lahko kodirajo funkcije, ki lahko prispevajo k uspehu njihovih virusov pomočnikov. Čeprav jih včasih obravnavajo kot del genoma njihovih pomožnih virusov, jih ne najdemo vedno v njihovih virusih pomočnikih. 
- Satelitski virusi[30]
  - Enoverižni satelitski virusi RNK
    - (neimenovana družina)
      - Aumaivirus – Maize white line mosaic satellite virus
      - Papanivirus – Panicum mosaic satellite virus
      - Virtovirus – Tobacco mosaic satellite virus
      - Albetovirus – Tobacco necrosis satellite virus

    - Družina Sarthroviridae
      - Makronovirus – Macrobrachium satellite virus 1 (zelo majhen virus)

    - (neimenovani rod) – Nilaparvata lugens commensal X virus
    - (neimenovani rod) – Chronic bee-paralysis satellite virus

  - Dvoverižni satelitski virusi DNK
    - Družina Lavidaviridae – virofagi

  - Enoverižni satelitski virusi DNK
    - Rod Dependoparvovirus – skupina Adeno-associated virus group
- Satelitske nukleinske kisline
  - Enoverižne satelitske DNK
    - Družina Alphasatellitidae (kodira protein za začetek replikacije)
    - Družina Tolecusatellitidae (kodira determinanto patogenosti βC1)

  - Dvoverižne satelitske RNK
  - Enoverižne satelitske RNK
    - Podskupina 1: velike satelitske RNK
    - Podskupina 2: majhne linearne satelitske RNK
    - Podskupina 3: krožne satelitske RNK (virusoidi)
    - Rod Deltavirus
    - S polerovirusom povezane RNK

  - Satelitu podobna RNK
  - Satelitu podobna DNK

#### Okvarjeni interferenčni delci
Okvarjeni interferenčni delci so okvarjeni virusi, ki so izgubili sposobnost razmnoževanja. Razmnožujejo se lahko le v prisotnosti virusa pomočnika, ki je običajno njihov starševski virus. Poleg tega lahko ti delci moteče vplivajo na delovanje virusa pomočnika.
- Defektni interferenčni delci (RNK)
- Defektni interferenčni delci (DNK)